# Hornbek
Hornbek est une commune allemande du Schleswig-Holstein, située dans l'arrondissement du duché de Lauenbourg (Kreis Herzogtum Lauenburg), à huit kilomètres au sud-ouest de la ville de Mölln. Hornbek est la commune la moins peuplée des onze communes de l'Amt Breitenfelde dont le siège est à Breitenfelde.